# A Momentary Lapse of Reason
A Momentary Lapse of Reason è il tredicesimo album in studio del gruppo musicale britannico Pink Floyd, pubblicato nel 1987 dalla EMI in Europa (e successivamente in Giappone) e dalla Columbia/Sony nel resto del mondo.
Fu il primo album pubblicato in seguito all'abbandono del bassista e cantante Roger Waters, avvenuto nel 1985. Per promuovere l'album, il gruppo intraprese l'A Momentary Lapse of Reason Tour tra il 1987 e il 1989, durante il quale sono stati affiancati da Richard Wright in qualità di turnista (ritornò componente ufficiale della formazione solo con il successivo The Division Bell).

## Registrazione
Nel 1985 David Gilmour e Nick Mason decisero di continuare a realizzare materiale a nome Pink Floyd dopo che il bassista e cantante Roger Waters perse la causa intentata sui diritti del nome, successivamente al suo abbandono avvenuto due anni prima.
L'album richiese una gestazione di circa due anni, e tutti i brani sono scritti da Gilmour, al contrario del precedente The Final Cut, completamente composto da Waters. Avendo scritto testi in rare occasioni nella storia dei Pink Floyd, Gilmour decise di avvalersi della collaborazione di compositori esterni come Anthony Moore e Patrick Leonard. Tra i musicisti ospiti figurano Richard Wright alla tastiera (ritornerà componente ufficiale della formazione solo con il successivo The Division Bell), Tony Levin al basso, Tom Scott al sassofono, Jim Keltner e Carmine Appice alla batteria, mentre sono coautori di alcuni brani Phil Manzanera dei Roxy Music e Bob Ezrin.

## Copertina
Per la prima volta dopo Animals del 1977 il designer Storm Thorgerson venne richiamato per ideare la copertina del disco che raffigura centinaia di lettini allineati sulla spiaggia di Saunton Sands nel Devon (dove erano state filmate alcune scene del film Pink Floyd The Wall).

## Promozione
L'album venne pubblicato nel Regno Unito e negli Stati Uniti d'America rispettivamente il 7 e l'8 settembre 1987. Gilmour lo presentò come un ritorno ai vecchi tempi dei Pink Floyd, in quanto, secondo la sua opinione, verso la fine del periodo con Waters i testi dei brani prevalevano sulla musica, mentre nel nuovo album si ritornava a un maggior equilibrio tra le due parti. «The Dark Side of the Moon e Wish You Were Here ebbero così tanto successo non solo grazie ai contributi di Roger», disse Gilmour, «ma anche perché c'era in essi un miglior bilanciamento tra musica e testi». Il collega Wright successivamente si dichiarò in disaccordo, ammettendo: «Le critiche di Roger erano giuste. Non è un vero e proprio album del gruppo».
L'album raggiunse la terza posizione in classifica in entrambi i Paesi. A Momentary Lapse of Reason fu certificato disco d'oro nel Regno Unito il 1º ottobre 1987, e di platino negli Stati Uniti il 9 novembre dello stesso anno. Divenne doppio disco di platino il 18 gennaio dell'anno seguente, triplo platino il 10 marzo 1992 e quattro volte platino il 16 agosto 2001, superando agevolmente le vendite del precedente album The Final Cut.
La tournée A Momentary Lapse of Reason Tour, che durò dal 1987 al 1989, contemplò 197 concerti cui in totale assistettero più di quattro milioni di spettatori; il tour fatturò circa 60 milioni di sterline (escluso il merchandising). Nel complesso il tour si dimostrò un successo e si chiuse con un ultimo concerto a giugno 1990 alla Knebworth House, vicino a Londra, dove i Pink Floyd si esibirono alla fine della serata dopo essere stati preceduti da altri importanti esponenti del mondo rock come i Genesis, Robert Plant e gli Status Quo.
Nel 2019, in occasione della pubblicazione del cofanetto The Later Years 1987-2019, il gruppo ha reso disponibile una versione remixata e aggiornata di A Momentary Lapse of Reason, caratterizzata da nuove parti di batteria registrate da Mason e dall'inclusione di maggiori parti di tastiera di Wright tratte dalle prime sessioni di registrazione del disco. Il 29 ottobre 2021 questa versione è stata pubblicata anche separatamente dal box set.

## Accoglienza
| Recensione          | Giudizio |
| ------------------- | -------- |
| AllMusic            |          |
| Piero Scaruffi      | 5/10     |
| Robert Christgau    | C        |
| Rolling Stone       |          |
| The Daily Telegraph |          |

La recensione all'album apparsa sul periodico Q lasciava intendere come l'album fosse da intendersi principalmente come un disco solista di Gilmour piuttosto che come un album dei Pink Floyd. Opinione condivisa anche da William Ruhlman di AllMusic. Il Toronto Star scrisse che il disco sembrava "mancare di qualcosa" ed era "prevedibile".
Il recensore del The Village Voice, Robert Christgau, scrisse: «In breve, difficilmente si capisce cosa il gruppo voglia dirci, tranne il fatto, forse, che hanno molte meno idee rispetto a una volta». In controtendenza, Sounds disse che l'album era «uno sguardo oltre il muro dove i diamanti sono pazzi, le lune hanno un lato oscuro, e le madri hanno cuori atomici», dando il benvenuto al ritorno della classiche atmosfere pinkfloydiane di una volta.

## Tracce

### Edizione standard
Testi e musiche di David Gilmour, eccetto dove indicato.
1. Signs of Life – 4:24 (David Gilmour, Bob Ezrin)
2. Learning to Fly – 4:53 (David Gilmour, Anthony Moore, Bob Ezrin, Jon Carin)
3. The Dogs of War – 6:05 (David Gilmour, Anthony Moore)
4. One Slip – 5:10 (David Gilmour, Phil Manzanera)
5. On the Turning Away – 5:42 (David Gilmour, Anthony Moore)
6. Yet Another Movie/Round and Around – 7:28 (Yet Another Movie: David Gilmour, Pat Leonard) – a partire dalle riedizioni 2011 i due brani risultano separati
7. A New Machine Part 1 – 1:46
8. Terminal Frost – 6:17
9. A New Machine Part 2 – 0:38
10. Sorrow – 8:46

### Riedizione del 2019
CD – A Momentary Lapse of Reason (Remixed & Updated)
1. Signs of Life – 4:17
2. Learning to Fly – 4:52
3. The Dogs of War – 6:15
4. One Slip – 5:05
5. On the Turning Away – 5:32
6. Yet Another Movie – 6:00
7. Round and Around – 1:25
8. A New Machine Part 1 – 1:42
9. Terminal Frost – 6:15
10. A New Machine Part 2 – 0:39
11. Sorrow – 8:40

DVD/BD
- Music Videos

1. Learning to Fly – 4:30
2. Album Cover Photo Shoot 1987 – 8:47
3. Learning to Fly (Alternate Version) – 4:31

- Concert Screen Films

1. Signs of Life – 4:21
2. Learning to Fly – 1:54
3. The Dogs of War – 1:52

- Documentary

1. David Gilmour & Storm Thorgerson Interview – 1:48

- Audio Only

1. The Dogs of War (Live, Atlanta 1987) – 7:09
2. On the Turning Away (Live, Atlanta 1987) – 6:51
3. Run Like Hell (Live, Atlanta 1987) – 7:20

- Surround Sound Audio

1. A Momentary Lapse of Reason (Remixed & Updated) – 50:42

## Formazione
Gruppo
- David Gilmour – chitarra, voce, tastiera, sequencer
- Nick Mason – batteria elettronica e batteria acustica, effetti sonori

Altri musicisti
- Richard Wright – pianoforte, voce, Kurzweil, organo Hammond
- Bob Ezrin – tastiera, percussioni, sequencer
- Tony Levin – basso, Chapman Stick
- Jim Keltner – batteria
- Steve Forman – percussioni
- Jon Carin – tastiera
- Tom Scott – sassofono contralto e soprano
- Scott Page – sassofono tenore
- Carmine Appice – batteria
- Pat Leonard – sintetizzatore
- Bill Payne – organo Hammond
- Michael Landau – chitarra
- John Helliwell – sassofono
- Darlene Koldenhaven – cori
- Carmen Twillie – cori
- Phyllis St. James – cori
- Donnie Gerrard – cori
- Tom Jones – spherical sound
- Ken Caillats – spherical sound
- Sarah Bruce – spherical sound

Produzione
- Bob Ezrin – produzione
- David Gilmour – produzione
- Andrew Jackson – registrazione, missaggio
- Robert (Ringo) Hrycyna – assistenza tecnica
- Marc Desisto – assistenza tecnica
- Stan Katayama – assistenza tecnica
- Jeff Demorris – assistenza tecnica
- James Guthrie – remix aggiuntivo (tracce 6 e 11)

## Classifiche

### Classifiche settimanali
| Classifica (1987-2021) | Posizione massima                                       |
| ---------------------- | ------------------------------------------------------- |
| Australia              | 47                                                      |
| Austria                | 3                                                       |
| Belgio (Fiandre)       | 31                                                      |
| Belgio (Vallonia)      | 8                                                       |
| Finlandia              | 48                                                      |
| Francia                | 135                                                     |
| Germania               | 2                                                       |
| Italia                 | 4 (https://www.hitparadeitalia.it/hp_yenda/lpe1987.htm) |
| Norvegia               | 2                                                       |
| Nuova Zelanda          | 1                                                       |
| Paesi Bassi            | 2                                                       |
| Portogallo             | 3                                                       |
| Regno Unito            | 3                                                       |
| Spagna                 | 26                                                      |
| Stati Uniti            | 3                                                       |
| Svezia                 | 3                                                       |
| Svizzera               | 2                                                       |
| Ungheria               | 11                                                      |

### Classifiche di fine anno
| Classifica (2021) | Posizione |
| ----------------- | --------- |
| Ungheria          | 99        |